# Julitta Tryk
Julitta Tryk (ur. 1943, zm. 6 grudnia 2018) – polska dziennikarka i publicystka.

## Życiorys
Ukończyła Szkołę Średnią nr 19 w Wilnie, a następnie w 1969 polonistykę na Wileńskim Państwowym Instytucie Pedagogicznym. Następnie przez cztery lata pracowała jako nauczycielka w Kosinie Wielkiej koło Szumska. Od 1961 była związana z redakcją Kuriera Wileńskiego. Jako dziennikarka współpracowała z redakcjami w Polsce i na Litwie. Była autorką publikacji Kalendarz obyczajów wileńskich oraz  Rdzenni mieszkańcy werkowskich wsi, zaś w latach 70. XX wieku opracowała katechizm rozpowszechniany na terenie Białorusi i Kazachstanu. 